# بارا ناچناپارا
بارا ناچناپارا (به لاتین: Bara Nachnapara) یک منطقهٔ مسکونی در بنگلادش است که در ناحیه برگونه واقع شده‌است.